# Erich Buljung
Erich Buljung (* 21. März 1944 in Jugoslawien) ist ein ehemaliger US-amerikanischer Sportschütze.

## Erfolge
Erich Buljung nahm an den Olympischen Spielen 1984 in Los Angeles und 1988 in Seoul teil. 1984 trat er mit der Freien Pistole an und beendete den Wettkampf auf dem neunten Platz. Vier Jahre später qualifizierte er sich mit der Luftpistole mit 590 Punkten als Erster der Qualifikation für das Finale. In diesem erzielte er weitere 97,9 Punkte, das fünftbeste Finalresultat, und belegte mit 687,9 Gesamtpunkten hinter Tanju Kirjakow und vor Xu Haifeng den Silberrang. Bei Weltmeisterschaften wurde er 1982 in Caracas in den Mannschaftskonkurrenzen mit der Freien Pistole und der Luftpistole Vizeweltmeister. Darüber hinaus sicherte er sich mit der Standardpistolen-Mannschaft Bronze, was ihm mit dieser auch 1990 in Moskau gelang. Im Jahr 1983 gewann Buljung bei den Panamerikanischen Spielen in Caracas in den Einzelkonkurrenzen mit der Freien Pistole, der Großkaliberpistole und der Standardpistole die Goldmedaille. Auch im Mannschaftswettbewerb war er mit der Standardpistole siegreich, während er in den beiden anderen Disziplinen Silber mit der Mannschaft gewann. In Indianapolis belegte er 1987 mit der Standardpistole im Einzel abermals den ersten Platz, mit der Freien Pistole wurde er Zweiter. Den Mannschaftswettbewerb mit der Freien Pistole beendete er auf dem dritten Rang.
Buljung war Berufssoldat und diente über 25 Jahre in der US Army, unter anderem in Vietnam. Er machte einen Abschluss an der Troy University in Criminal Justice. Zeitweise war er Nationaltrainer der US-amerikanischen Pistolenschützen.